# إميري إل. فريزر
إميري إل. فريزر (بالإنجليزية: Emery L. Frazier)‏ هو سياسي أمريكي، ولد في 24 يناير 1896، وتوفي في 24 أبريل 1973. حزبياً، نشط في الحزب الديمقراطي.